# Klovn
Klovn je oseba, ki se ukvarja z uprizoritveno umetnostjo, običajno ima značilno obrazno poslikavo in kostume v živih barvah. Klovni velikokrat igrajo komično vlogo, prikazujejo trike in čarovnije, žonglirajo in se šalijo, poznamo pa tudi klovne v bolj tragičnih vlogah.
Klovni mnogokrat nastopajo na uličnih festivalih ali v cirkusih.